# سيمون بامفورد
سيمون بامفورد (بالإنجليزية: Simon Bamford)‏ هو ممثل بريطاني، ولد في 22 مايو 1961 في بيتربرة في المملكة المتحدة.

## وصلات خارجية
- سيمون بامفورد على موقع IMDb (الإنجليزية)
- سيمون بامفورد على موقع قاعدة بيانات الفيلم (الإنجليزية)